# Jérémy Mathieu
Jérémy Mathieu (* 29. Oktober 1983 in Luxeuil-les-Bains) ist ein ehemaliger französischer Fußballspieler auf der Position eines Abwehrspielers, der zumeist als Innenverteidiger bzw. linker Außenverteidiger eingesetzt wurde. Zuletzt war er ab der Saison 2017/18 bei Sporting Lissabon tätig. 2020 beendete er seine Karriere.

## Vereinskarriere

### Karrierebeginn beim FC Sochaux
Der im Jahre 1983 in Luxeuil-les-Bains geborene Mathieu begann seine aktive Karriere als Fußballspieler bei einem der größten Klubs der Region Franche-Comté, unweit seiner Heimatstadt. Beim Klub, der in etwa 50 Kilometer von seiner Geburtsstadt entfernt ist, wurde er erst relativ spät, im Alter von zwölf Jahren, in die Jugendabteilung aufgenommen und war dort bis 2002 aktiv. Da er zu diesem Zeitpunkt bereits 19 Jahre alt war, schaffte er auch relativ spät den Anschluss ans A- und B-Team des Vereins. Obgleich er bereits zur Saison 2001/02, laut anderen Quellen auch schon 2000/01, kurzzeitig dem Profikader angehörte, kam er erst in der darauffolgenden Spielzeit 2002/03 zu seinem Profidebüt. In ebendieser Spielzeit wurde er auch sechs Meisterschaftspartien der B-Mannschaft eingesetzt, für die er allerdings torlos blieb. Sein Profiligadebüt gab er schließlich am 3. August 2002 im Erstrundenspiel gegen den CS Sedan (0:0), als er kurz vor Spielende für Francileudo Silva dos Santos, genannt Santos, auf den Rasen kam. Sein Pflichtspieldebüt für die Profis gab er bereits zuvor im UEFA Intertoto Cup 2002, wo er in allen sechs Partien seiner Mannschaft antrat, mit dieser in einem der vielen Halbfinale gegen den FC Fulham ausschied und im Laufe des Bewerbs auch einen Treffer erzielte. Bei seinem zweiten Einsatz, einem 2:1-Erfolg über Olympique Lyon in der fünften Runde, war Mathieu bereits über die volle Spieldauer im Einsatz und konnte sich so bereits zu einer wichtigen Stütze in der Abwehrreihe von Sochaux etablieren. Seinen ersten Profiligatreffer erzielte er schließlich am 11. September 2002 bei einem 2:2-Remis gegen Stade Rennes, als er in der 73. Spielminute zur 2:0-Führung traf und in der 84. und 89. Minute noch zwei Elfmetertore durch Olivier Monterrubio hinnehmen musste. Bis zum Saisonende konnte er schließlich auf eine Bilanz von 23 Meisterschaftseinsätzen und vier Toren zurückblicken. Zudem kam er mit der Mannschaft bis ins Finale der Coupe de la Ligue, wo man allerdings der AS Monaco klar mit 1:4 unterlegen war. Mathieu war in dieser Begegnung über die volle Spieldauer im Einsatz; insgesamt brachte er es in der französischen Ligapokalspielzeit 2002/03 auf drei Einsätze.
Von den Erfolgen in der Saison 2002/03 getrieben, schaffte es Mathieu 2003/04 als eine Stammkraft in die Hintermannschaft des FC Sochaux. Mit einem fünften Platz im Endklassement und als Ligapokalfinalist nahm der gelernte Abwehrspieler am UEFA-Pokal 2003/04 teil, wo er es mit der Mannschaft bis in die dritte Runde schaffte und dort knapp gegen Inter Mailand vom laufenden Wettbewerb ausschied. Dabei wurde er in beiden Partien gegen Borussia Dortmund eingesetzt, wobei ihm auch ein Treffer im 4:0-Rückspielsieg gelang. Obgleich er zu Beginn der Saison über mehrere Runden fehlte, stieß er schließlich ab der achten Runde in den laufenden Ligabetrieb, wo er mit der Mannschaft bis zum Saisonende abermals auf den fünften Tabellenplatz vordrang und sich so einen weiteren Startplatz im UEFA-Pokal 2004/05 sicherte. Im offiziellen Ligageschehen konnte Mathieu 2003/04 29 Auftritte verzeichnen, in denen er zum wiederholten Male vier Treffer erzielte. Wie schon in der vorhergegangenen Spielzeit schaffte er es mit dem Team auch 2003/04 in Ligapokalfinale, wo man allerdings besser abschnitt, als noch eine Saison davor. Im Spiel gegen den FC Nantes setzte sich das Team rund um Mathieu, der über die gesamte Partie hinweg eingesetzt wurde, erst im Elfmeterschießen durch, wo auch Mathieu seinen Ball verwandeln konnte. Außerdem wurde er 2003/04 in einer Begegnung der B-Mannschaft eingesetzt, in der er auch zum Torerfolg kam. Im UEFA-Pokal schaffte er es mit dem Team nach Erfolgen über Stabæk Fotball und über andere Teams in der Gruppenphase bis ins Sechzehntelfinale, wo die Mannschaft gegen Olympiakos Piräus mit einem Gesamtscore von 0:2 ausschied.

### Als Stammspieler nach Toulouse
Auch in seiner allgemein letzten Saison mit dem FC Sochaux agierte Mathieu 2004/05 als Stammkraft in der von Guy Lacombe trainierten Mannschaft. Dabei konnte er 34 von insgesamt 38 möglich gewesenen Ligaeinsätze verzeichnen, wo er unter anderem auch in zwei Begegnungen zum Torerfolg kam. Zum Meisterschaftsende reichte es für den gelernten Linksaußen und sein Team jedoch lediglich für den zehnten Tabellenplatz, was eine wiederholt erhoffte UEFA-Pokalteilnahme zunichtemachte. Aufgrund seiner Leistungen bei Sochaux wurden verschiedene international erfolgreiche Klubs auf den aufstrebenden Franzosen aufmerksam. Schließlich wurde er von Vereinen wie Juventus Turin oder den englischen Vereinen Newcastle United, FC Everton oder FC Southampton umworben. Nach Mathieus Entscheidung den Verein verlassen zu wollen, um neue Herausforderungen zu suchen, wurde bald darauf ein Wechsel innerhalb Frankreichs zum FC Toulouse bestätigt. Sein Vertrag beim FC Sochaux wäre zu diesem Zeitpunkt noch etwa ein Jahr bis 2006 gelaufen; weitere französische Topklubs wie Olympique Lyon, Olympique Marseille oder die AS Monaco waren dabei auch noch am damals 21-jährigen Abwehrtalent interessiert. Bei Toulouse unterschrieb er einen Vertrag mit einer Laufzeit von vier Jahren und sollte vor allem Ludovic Clément ersetzen, der zum HSC Montpellier abgewandert war. So wurde Mathieu anfangs von Erick Mombaerts auf Cléments Position eingesetzt, wo er allerdings auch als Alternative zum Nachwuchstalent Daniel Congré und dem weitaus erfahreneren Stéphane Lièvre auf der Position des linken Außenverteidigers in Erscheinung trat. Diese Position war auch die häufigste, die er in seiner Zeit beim FC Toulouse innehatte. Zuvor war er des Öfteren auf der linken Flanke als auch einige Male im defensiven Mittelfeld im Einsatz.
Sein Ligadebüt für die Violetten aus der Großstadt Toulouse gab Mathieu, nachdem er im Juni 2005 zum Team gestoßen war, am 30. Juli 2005 ausgerechnet gegen seinen Ex-Klub, wo er über die volle Spieldauer eingesetzt wurde und mit dem Team einen 1:0-Auswärtserfolg feiern konnte. Bei Toulouse etablierte er sich sehr schnell als Stammakteur und wurde bei beinahe all seinen 35 Ligaeinsätzen über die vollen 90 Minuten eingesetzt. Über die gesamte Saison hinweg konnte sich Mathieu auch in zwei Partien als Torschütze eintragen. Nach einer schwachen Saisonleistung rangierte die Mannschaft im Endklassement hinter Mathieus Ausbildungsklub lediglich auf dem 16. Tabellenplatz, war aber die meiste Zeit nicht von einem möglichen Abstieg betroffen. Auch in der Spielzeit 2006/07 war der Außenverteidiger eine wichtige Stütze in der Hintermannschaft von Toulouse, die im Laufe der Saison zwar 44 Treffer hinnehmen musste, aber für die gute Saisonleistung am Ende doch belohnt wurde. Mit Toulouse schaffte er es so am Saisonende mit 23 Punkten Rückstand auf Meister Lyon und sechs Punkten Rückstand auf Vizemeister Marseille mit 58 Punkten auf den dritten Tabellenplatz, in der großteils sehr dicht gestaffelten Endtabelle. Für das Team kam er schließlich in 32 Meisterschaftsspielen zum Einsatz und erzielte erneut zwei Treffer. Im Vergleich zu den Vorjahren wurde er in dieser Saison auch vermehrt mit gelben Karten vorgewarnt; zehn Stück wurden ihm bis zum Saisonende im Ligageschehen gezeigt. Am Ende dieses Erfolgsmarsches wurde Mathieu im Sommer 2007 sogar mit einer Nominierung in die Nationalmannschaft seines Heimatlandes belohnt, konnte aber keinen Einsatz verzeichnen und musste sich im gleichen Jahr noch mit einem Einsatz in der B-Nationalmannschaft Frankreichs zufriedengeben.

### Verletzungspech bei Toulouse und Rückkehr als Stammkraft
Nach nur wenigen Einsätzen am Saisonbeginn und einem Auftritt in der dritten Qualifikationsrunde zur Champions League 2007/08 ereilte Mathieu noch in der Frühphase der neuangebrochenen Saison eine Verletzung seines rechten Fußes, den er sich mitunter brach, was danach zwei Operationen zur Folge hatte. Die Regenerationsphase dauerte für den Linksaußen bis einschließlich März 2008, ehe er wieder langsam in den Spielbetrieb zurückfand, aber auch in einer Begegnung der zweiten Kampfmannschaft eingesetzt wurde, für die er in diesem Spiel auch zum Torerfolg kam. Nach einer kurzen Einfindungsphase kam Mathieu bis zum Saisonende hin immer besser zurück in die Mannschaft, obgleich er auch nicht auf die Leistungen der Vorjahre anschließen, da er zumeist noch unter Schmerzen spielte. In seiner Abwesenheit hatte Hérita Ilunga seine Position kurzfristig übernommen, wurde aber nach der Rückkehr Mathieus wieder durch ihn abgelöst. Mit Toulouse beendete er die Saison 2007/08 auf dem 17. Tabellenplatz und stand dabei bis zum Schluss im Abstiegskampf, der vor allem durch die Rückkehr Mathieus abgewendet werden konnte. In der Sommertransferperiode war unter anderem der Girondins Bordeaux am Defensivakteur, der den Verein aufgrund der fehlenden Erfolgsaussichten auch verlassen wollte, interessiert und legte dem Toulouse einen Vertrag mit einer Ablösesumme von kolportierten 4,5 Millionen Euro vor. Jedoch legte sich in diesem Fall Toulouse-Präsident Olivier Sadran quer, der Mathieu, dessen Vertrag zu diesem Zeitpunkt noch ein Jahr lief, noch im Team behalten wollte. Außerdem waren in dieser Zeit bzw. während der bald darauf angebrochenen neuen Saison auch noch einige italienische Klubs wie AS Rom, AC Florenz, US Palermo oder Sampdoria Genua am starken Linksaußen interessiert, der seinen nächsten Karriereschritt noch vor dem Beginn der Vorbereitungsphase des FC Toulouse abschließen wollte.
Nachdem ihm dies allerdings misslang, musste er mit dem Team in die Saison 2008/09 starten. Da die Verantwortlichen des Klubs zuvor nicht dazu gewillt waren dem Spieler entgegenzukommen, schlug Mathieu darauf eine angebotene Vertragsverlängerung bei Toulouse aus und griff auf einen Bosman-Wechsel zurück, der es ihm ermöglichte in der kommenden Sommertransferperiode doch noch den Verein zu verlassen und zu einem anderen Team zu wechseln. Dies war danach auch mit den Vereinsverantwortlichen so geregelt, die einem Wechsel Mathieus zum Saisonende nun doch zustimmen mussten. Aufgrund des bereits fixierten Abganges zum Meisterschaftsende verhielt sich der Linksaußen dem Verein gegenüber die gesamte Saison hinweg korrekt und zeigte weiter von seinen Leistungen. Dabei konnte er auch auf seine Leistung vor seiner Verletzung anschließen und schied im Saisonverlauf nur für einige wenige Spiele verletzungsbedingt aus, wo er zumeist durch seinen späteren Nachfolger auf dieser Position Cheikh M’Bengue bzw. dem bereits erwähnten Daniel Congré ersetzt wurde. Mit dem Team kämpfte er sich im Endklassement auf den vierten Tabellenplatz vor, was das Team für einen Play-off-Startplatz bei der Europa League 2009/10 berechtigte. Mathieu selbst absolvierte 31 torlose Meisterschaftsspiele und führte das Team unter seiner Mithilfe auch ins Semifinale des französischen Fußballpokals, wo es schließlich dem späteren Pokalsieger EA Guingamp mit 1:2 unterlag.

### Wechsel nach Spanien
Wider Erwarten wechselte Mathieu nach der Beendigung der Saison nicht nach Bordeaux, sondern nahm ein Angebot des spanischen Erstligisten FC Valencia an. Dabei wurde er am 10. Juni 2009 auch als erster Transfer Unai Emerys in der Sommertransferperiode '09 bestätigt, wo er einen Dreijahresvertrag erhalten sollte. Der Wechsel wurde am 1. Juli 2009 abgeschlossen, was den Linksaußen offiziell zu einem Kadermitglied des FC Valencia machte. Zu seinem Ligadebüt für Valencia kam der Franzose schließlich am 30. August 2009 im Erstrundenspiel der Spielzeit 2009/10 gegen den FC Sevilla, wo er mit dem Team 2:0 gewann und selbst zur Halbzeitpause für Bruno eingewechselt wurde. Sein eigentliches Pflichtspieldebüt gab er, nachdem er zuvor bereits in einigen Testspielen eingesetzt wurde, am 27. August 2009 im Europa-League-Qualifikationsspiel gegen Stabæk Fotball. Über die laufende Saison hinweg entwickelte er sich langsam zu einem Stammspieler der Spanier und musste bereits im Dezember 2009 aufgrund einer Adduktorenverletzung bei einigen Partien pausieren. Nach seiner Rückkehr ereilte ihn bald darauf eine weitere Verletzung, als er sich einen Bänderriss im Sprunggelenk zuzog und so für weitere zweieinhalb bis drei Monate ausfiel. Erst im letzten Spiel der Saison wurde Mathieu noch mit einem Kurzeinsatz betraut. Ansonsten brachte er es bis zum Saisonende auf insgesamt 17 Meisterschaftseinsätze und einen Treffer, den er am 6. Dezember 2009 im Spiel gegen Athletic Bilbao erzielte und seinem Team zum 2:1-Erfolg verhalf und rangierte unerreichbar hinter dem FC Barcelona und Real Madrid auf dem dritten Tabellenplatz. Des Weiteren brachte er es auf fünf Einsätze in der Europa League, wo es die Mannschaft bis ins Viertelfinale schaffte und dort nur knapp gegen den späteren Sieger des Bewerbs Atlético Madrid aus dem laufenden Bewerb ausschied.
In der Saison 2010/11 konnte sich Mathieu besser im Team etablieren und hatte auch nicht mehr mit einem solch starken Verletzungspech zu kämpfen wie noch in der vorhergegangenen Spielzeit. Ein Muskelfasereinriss, der ihn für knapp drei Wochen pausieren ließ, blieb dabei schon die schwerere Verletzung. Bis dato (Stand: 31. März 2011) kam der Abwehrrecke so in 21 Ligapartien zum Einsatz und erzielte dabei am 16. Januar 2011 beim 2:0-Sieg über Deportivo La Coruña den Treffer zur 1:0-Führung seines Teams. Außerdem nahm er mit dem aufgrund der gelungenen Platzierung in der Vorsaison an der UEFA Champions League der Saison 2010/11 teil, wo er mit dem Team bis ins Achtelfinale vordrang und dort gegen den FC Schalke 04 vom Bewerb ausschied. Mathieu wurde dabei in insgesamt sieben Champions-League-Partien eingesetzt und gab im Hinspiel gegen Schalke eine Torvorlage für das einzige Tor seiner Mannschaft in diesem Spiel.

### FC Barcelona
Zur Saison 2014/15 wechselte Mathieu für 20 Mio. Euro zum FC Barcelona. Er unterschrieb einen Vierjahresvertrag bis zum 30. Juni 2018 mit der Option auf ein weiteres Jahr; seine Ausstiegsklausel liegt bei 50 Mio. Euro. Bei Barcelona konnte er sich jedoch nicht dauerhaft in der Innenverteidigung durchsetzen. Nachdem es im Sommer Unstimmigkeiten zwischen ihm und der Clubführung sowie vereinsnahen Medien gegeben hatte, wechselte er im Sommer 2017 ablösefrei zu Sporting Lissabon. Mit Barcelona hatte Mathieu 2015 und 2016 die spanische Meisterschaft, 2015, 2016 und 2017 den spanischen Fußballpokal und 2015 die Champions League gewonnen.

## Nationalmannschaftskarriere
Laut verschiedenen Quellen soll Mathieu bereits mit den französischen U-15-Junioren im Einsatz gewesen sein und danach alle bestehenden Juniorenauswahlen Frankreichs durchlaufen. Andere Quellen gehen allerdings davon aus, dass Mathieu erst mit der U-18-Auswahl in eine Auswahlmannschaft seines Heimatlandes gekommen ist. Während er es von 2000 bis 2001 auf sieben Länderspieleinsätze für die U-18-Junioren brachte, war er von 2001 bis 2002 auch in drei Partien der U-19-Mannschaft im Einsatz, wo er auch einen Treffer erzielte. Auch während seiner Nationalteamkarriere wechselte Mathieus Position stets zwischen der Abwehr und dem Mittelfeld. 2002 folgte auch die Einberufung Mathieus in den U-21-Kader Frankreichs, dem er schließlich noch über mehrere Jahre hinweg angehörte. Durch seine Mithilfe schaffte es das Team durch die Qualifikation zur U-21-Fußball-Europameisterschaft 2006, wo die Franzosen im Halbfinale gegen den späteren Europameister, die Niederlande, ausschieden. Mathieu selbst nahm nicht an der EM-Endrunde in Portugal teil und brachte es bis 2006 auf sechs Länderspieleinsätze und zwei Tore. Im August 2007 bekam Mathieu seine erste Einberufung in den Kader der A-Nationalmannschaft Frankreichs, kam jedoch im Spiel gegen die Slowakei nicht zum Einsatz, brachte es aber in diesem auf einen Einsatz in der B-Elf Frankreichs. Für diese trat er auch in einer Begegnung gegen eine slowakische B-Auswahl an. Dabei spielten die A- und die B-Mannschaft Frankreichs am gleichen Abend jeweils gegen die A- und B-Auswahlen der Slowakei. Danach stand Mathieu noch über einen längeren Zeitraum hinweg auf der Beobachtungsliste, kam aber erst im November 2011 beim 1:0-Sieg über die USA zu seinem Debüt für die A-Nationalmannschaft der Franzosen.
Am 1. Oktober 2016 gab er sein Karriereende als Spieler der Französischen Nationalelf bekannt. Er hatte nur fünfmal für die Les Bleus gespielt.

## Erfolge
FC Sochaux
- 1× Französischer Ligapokalfinalist: 2002/03
- 1× Französischer Ligapokalsieger: 2003/04

FC Barcelona
- 1× FIFA-Klub-Weltmeisterschaft: 2015
- 1× UEFA Champions League: 2015
- 1× UEFA Super Cup: 2015
- 2× Spanische Meisterschaft: 2015, 2016
- 2× Spanischer Pokalsieger: 2015, 2016